# Marie Iljinična Miloslavská
Marie Iljinična Miloslavská (rusky Мария Ильинична Милославская; 1625 Moskva, Ruské carství – 3. března (13. března) 1669 tamtéž) byla jako manželka ruského cara Alexeje I. Michajloviče ruská carevna v letech 1648–1669.

## Život
Marie byla dcerou šlechtice Ilji Miloslavského. V roce 1648 car Alexej dosáhl věku vhodného ke sňatku a nevěstu si vybíral ze stovek urozených dívek. Volbu řídil carův vychovatel Boris Morozov, který sjednal Alexejův sňatek s Marií a zároveň pojal za manželku její sestru Annu. Další Mariina sestra se vdala za knížete Dmitrije Dolgorukova.
Morozovovi a zvláště Iljovi Miloslavskému, který se stal bojarem a byl jedním z nejvlivnějších dvořanů až do své smrti v roce 1668, tyto sňatky mocensky pomohly. Zdá se, že manželství Alexeje a Marie bylo šťastné. Marie byla popisována jako krásná, ale říkalo se i to, že je čarodějnice s kozí nohou. Carevna zemřela několik měsíců po svém otci a zprvu se zdálo, že Alexej se už znovu neožení.

## Potomci

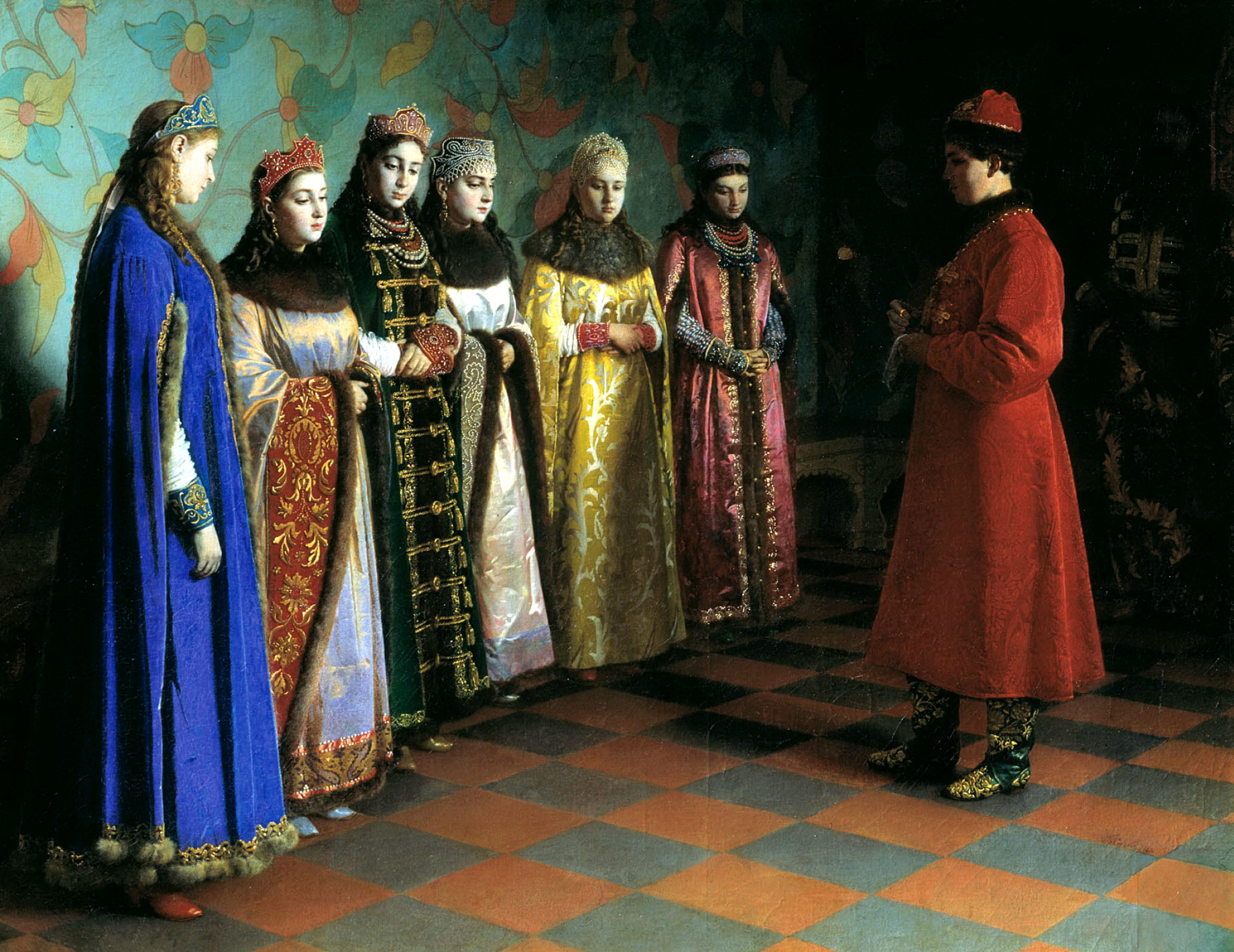
Car Alexej si vybírá nevěstu (Grigorij Sedov)

- Dmitrij (22. srpna 1648 – 6. října 1649)
- Jevdokija (17. února 1650 – 10. května 1712), svobodná a bezdětná
- Marfa (26. srpna 1652 – červen 1707), svobodná a bezdětná
- Alexej (15. února 1654 – 17. ledna 1670)
- Anna (23. ledna 1655 – 9. května 1659)
- Sofie (27. září 1657 – 14. července 1704), v letech 1682–1689 vladařkou Ruského carství, svobodná a bezdětná
- Kateřina (27. listopadu 1658 – 1. května 1718), svobodná a bezdětná
- Marie (18. ledna 1660 – 9. března 1723), svobodná a bezdětná
- Fjodor (9. června 1661 – 7. května 1682), ruský car od roku 1676 až do své smrti,
⚭ 1680 Agafja Semjonovna Grušecká (1663–1681)
⚭ 1682 Marfa Matvejevna Apraksina (1664–1716)
- Feodosija (29. března 1662 – 14. prosince 1713), jeptiška
- Simeon (3. dubna 1665 – 18. června 1669)
- Ivan (6. září 1666 – 8. února 1696), jako Ivan V. ruský car od roku 1682 až do své smrti, ⚭ 1684 Praskovja Fjodorovna Saltykovová (12. října 1664 – 13. října 1723)
- Jevdokija (*/† 1669)

Marie porodila třináct dětí, ale jen dva synové přežili dětský věk: budoucí car Fjodor III. a Ivan V., který spoluvládl se svým nevlastním bratrem Petrem Velikým. Mariina dcera Sofie byla regentkou Ruska v době nedospělosti Petra Velikého.